# Włodzimierz Zakrzewski
Włodzimierz Zakrzewski (Petrograd, 16 juin 1916 - Varsovie, 24 janvier 1992) était un peintre et affichiste polonais.
Il étudia à l'Académie des beaux-arts de Varsovie et est considéré l'un des principaux représentants du réalisme socialiste de son pays,.